# Minister for udviklingssamarbejde
Minister for udviklingssamarbejde, tidligere Minister for udviklingsbistand, eller blot udviklingsminister er en dansk minister, der har ansvaret for Danmarks udviklings- og bistandspolitik. 
Udviklingsministeren betjenes af Udenrigsministeriet. Embedet blev etableret af Regeringen Poul Nyrup Rasmussen I 25. januar 1993 med Helle Degn som første minister. Den seneste minister var Dan Jørgensen (S), der har siddet i embedet fra 15. december 2022 til 29. august 2024

## Tidligere udviklingsministre
I Regeringen Hilmar Baunsgaard (1968-1971) var kulturminster Kristen Helveg Petersen også minister for teknisk samarbejde med udviklingslandene og nedrustningsspørgsmål. 
I regeringerne Anker Jørgensen II, III og IV var Lise Østergaard minister uden portefølje med særligt henblik på udenrigspolitiske spørgsmål 1977-1980. Hun var kulturminister og minister for nordiske anliggender 1980-1982. Hun var mødeleder ved FN's kvindekonference i Bella Centret juli 1980.  
I Regeringen Poul Nyrup Rasmussen I (1993-1994) var Helle Degn minister for udviklingsbistand. 1994-1999 var Poul Nielson udviklingsminister. Nielson blev afløst af Jan Trøjborg (1999-2000), der igen blev afløst af Anita Bay Bundegaard (2000-2001). 
I Regeringen Anders Fogh Rasmussen I var Bertel Haarder udviklingsminister 2004-2005. Derefter havde Ulla Tørnæs posten i 2005-2010, efterfulgt af Søren Pind, der sad i embedet fra 23. februar 2010 til 3. oktober 2011. 
I Regeringen Helle Thorning-Schmidt var Christian Friis Bach minister fra 3. oktober 2011 til 21. november 2013, hvor han trak sig fra posten. Han blev fulgt af Rasmus Helveg Petersen fra 21. november 2013 til 3. februar 2014. Herefter blev udviklingsministerposten nedlagt. 
Fra 28. november 2016 til juni 2019 var Ulla Tørnæs for anden gang Minister for udviklingssamarbejde i Regeringen Lars Løkke Rasmussen III. Ulla Tørnæs' første periode var 2005-2010.
I Regeringen Mette Frederiksen var Rasmus Prehn Minister for udviklingssamarbejde fra 27. juni 2019 til 19. november 2020, og Flemming Møller Mortensen var det fra 19. november 2020 til 15. december 2022. Herefter blev Dan Jørgensen (S) minister for udviklingssamarbejde og global klimapolitik og sad i embedet fra 15. december 2022 til 29. august 2024